# Húngaros de Ucrania
Los húngaros de Ucrania constituyen una minoría étnica estimada en 200.000 personas. La mayoría de ellos viven en el óblast de Transcarpacia.

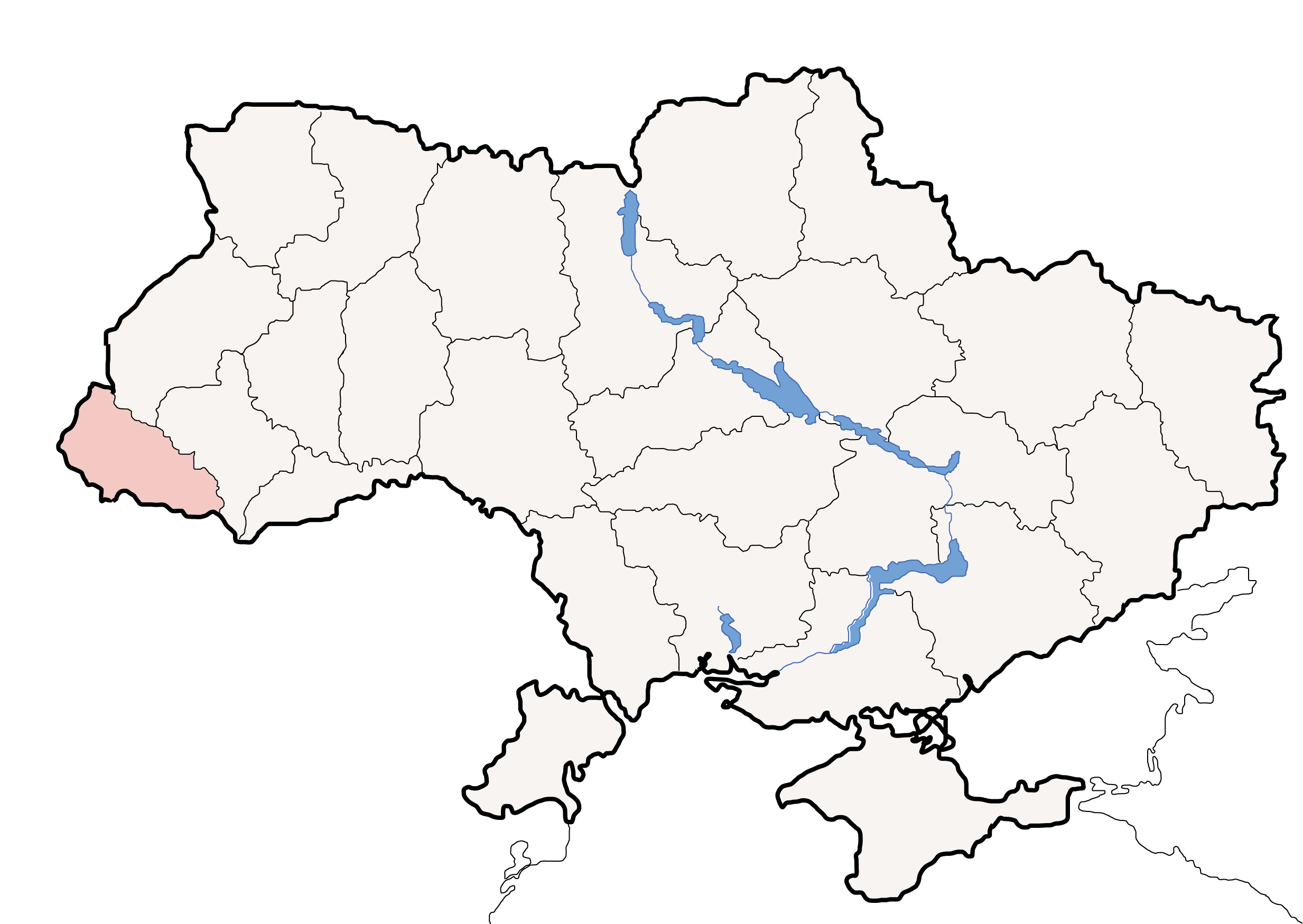
La mayoría de los húngaros ucranianos reside en Transcarpacia, al oeste del país.

## Situación
Se calcula que actualmente viven unos 200.000 húngaros en Ucrania. Habitan sobre todo en las regiones montañosas del oeste del país. A diferencia de las minorías húngaras en países como Rumania y Serbia (particularmente en Voivodina), la minoría húngara de Ucrania no ha sido objeto de conflictos étnicos y/o diplomáticos.

## Uso del idioma
Según estudios lingüísticos, el 95 % de los húngaros residentes en Ucrania habla húngaro. Como lengua de comunicación, sin embargo, el 43 % utiliza la lengua rusa y el 13,4 %, el ucraniano. Hay 60 escuelas húngaras en Ucrania.